# 揚·扎拉謝維奇
揚·扎拉謝維奇（英語：Jan Zalasiewicz，1954年—）是一名波蘭裔英國地質學家，萊斯特大學講師。

## 生平
扎拉謝維奇於1954年出生於英格蘭曼徹斯特，父母是隨著安德斯軍團逃離西伯利亞的難民。2009年至2020年，他擔任人類世工作小組組長。2023年，扎拉謝維奇獲得搞笑諾貝爾獎的化學與地質學獎，表彰其解釋為什麼許多科學家喜歡舔岩石。

## 出版刊物
- The Earth After Us, ISBN 9780199214976.

## 外部連結
- Zalasiewicz's page at the University of Leicester （页面存档备份，存于）.
- Jan Zalasiewicz on the Age of Man （页面存档备份，存于） – interview from January 17, 2017 on BBC Radio 4.
- 由Google学术搜索索引的揚·扎拉謝維奇出版物
- Correspondence to „The Palaeontological Association” （页面存档备份，存于） .